# Thièvres (Somme)
Pour les articles homonymes, voir Thièvres.
Thièvres est une commune française située dans le département de la Somme, en région Hauts-de-France.

## Géographie

### Localisation
À une trentaine de kilomètres au nord-est d'Amiens, le village de Thièvres a été coupé en deux par la limite départementale entre la Somme et le Pas-de-Calais.
Cette limite a donné naissances à deux communes portant le même nom dans chacun des deux départements. Les deux communes partagent la même église paroissiale construite en 1876, sur le territoire de Thièvres dans le Pas-de-Calais.

#### Communes limitrophes
Huit communes  sont proches du territoire dont quatre dans le Pas-de-Calais :

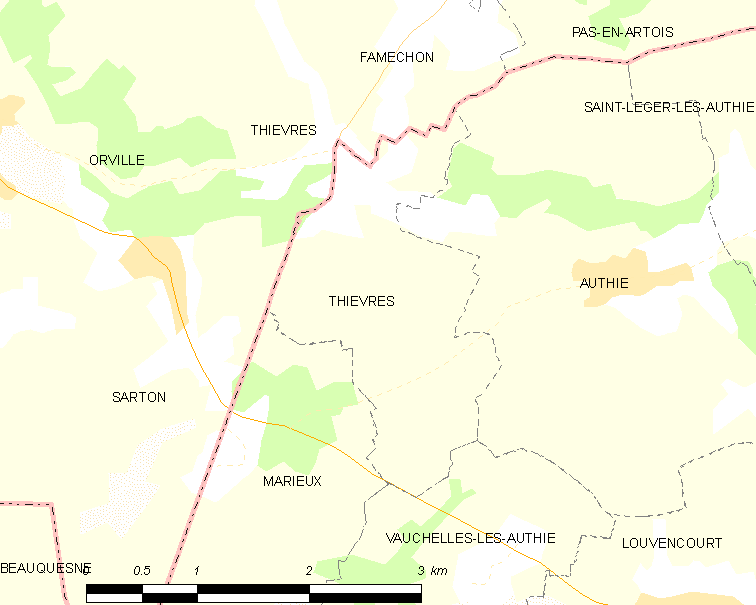
Cliquer sur la carte pour agrandir.

### Nature du sol et du sous-sol
Sur la rive droite de l'Authie, le sol est calcaire, siliceux au lieu-dit « en Cocagne », argileux sur le reste du territoire.

### Relief, paysage, végétation
Le relief de la commune est celui d'une vallée prolongée d'un plateau accidenté au lieu-dit « en Cocagne ».

### Hydrographie

#### Réseau hydrographique
La commune est située dans le bassin Artois-Picardie. Elle est drainée par l'Authie, la Quilliene et le fleuve l'Authie,.
L'Authie, d'une longueur de 108 km, prend sa source dans la commune de Coigneux et se jette  dans la Manche, son embouchure formant une vaste baie, comprise entre Fort-Mahon-Plage et Berck, typique des estuaires picards.
La Quilliene, d'une longueur de 12 km, prend sa source dans la commune de Saulty et se jette  dans l'Authie à Thièvres, après avoir traversé sept communes.

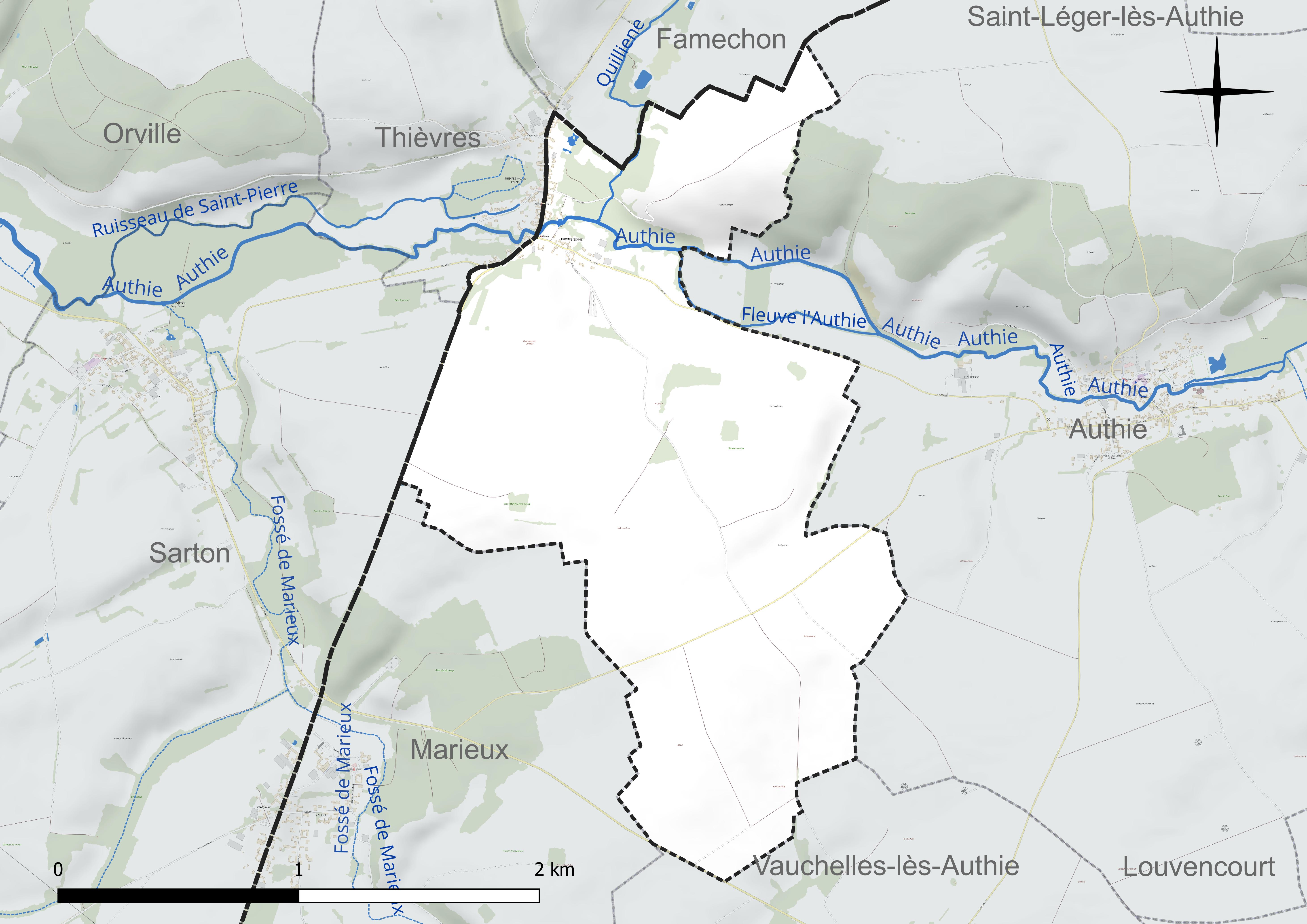
Réseau hydrographique de Thièvres.

#### Gestion et qualité des eaux
Le territoire communal est couvert par le schéma d'aménagement et de gestion des eaux (SAGE) « Authie ». Ce document de planification concerne un territoire de 1 253 km2 de superficie, délimité par le bassin versant de l'Authie. Le périmètre a été arrêté le 5 août 1999 et le SAGE proprement dit est, en 2024, en cours d'élaboration. La structure porteuse de l'élaboration et de la mise en œuvre est le syndicat mixte Canche Et Authie.
La qualité des cours d'eau peut être consultée sur un site dédié géré par les agences de l'eau et l'Agence française pour la biodiversité.

### Climat
Pour des articles plus généraux, voir Climat des Hauts-de-France et Climat de la Somme.
En 2010, le climat de la commune est de type climat océanique dégradé des plaines du Centre et du Nord, selon une étude du CNRS s'appuyant sur une série de données couvrant la période 1971-2000. En 2020, Météo-France publie une typologie des climats de la France métropolitaine dans laquelle la commune est exposée à un climat océanique et est dans la région climatique Nord-est du bassin Parisien, caractérisée par un ensoleillement médiocre, une pluviométrie moyenne régulièrement répartie au cours de l'année et un hiver froid (3 °C).
Pour la période 1971-2000, la température annuelle moyenne est de 10,3 °C, avec une amplitude thermique annuelle de 14,7 °C. Le cumul annuel moyen de précipitations est de 802 mm, avec 12,6 jours de précipitations en janvier et 8,9 jours en juillet. Pour la période 1991-2020, la température moyenne annuelle observée sur la station météorologique la plus proche, située sur la commune de Saulty à 11 km à vol d'oiseau, est de 10,4 °C et le cumul annuel moyen de précipitations est de 899,7 mm,. Pour l'avenir, les paramètres climatiques de la commune estimés pour 2050 selon différents scénarios d'émission de gaz à effet de serre sont consultables sur un site dédié publié par Météo-France en novembre 2022.

## Urbanisme

### Typologie
Au 1er janvier 2024, Thièvres est catégorisée commune rurale à habitat dispersé, selon la nouvelle grille communale de densité à sept niveaux définie par l'Insee en 2022.
Elle est située hors unité urbaine. Par ailleurs la commune fait partie de l'aire d'attraction d'Amiens, dont elle est une commune de la couronne,. Cette aire, qui regroupe 369 communes, est catégorisée dans les aires de 200 000 à moins de 700 000 habitants,.

### Occupation des sols
L'occupation des sols de la commune, telle qu'elle ressort de la base de données européenne d'occupation biophysique des sols Corine Land Cover (CLC), est marquée par l'importance des territoires agricoles (99,9 % en 2018), une proportion identique à celle de 1990 (99,9 %). La répartition détaillée en 2018 est la suivante : 
terres arables (86,6 %), prairies (8,6 %), zones agricoles hétérogènes (4,7 %), forêts (0,1 %). L'évolution de l'occupation des sols de la commune et de ses infrastructures peut être observée sur les différentes représentations cartographiques du territoire : la carte de Cassini (XVIIIe siècle), la carte d'état-major (1820-1866) et les cartes ou photos aériennes de l'IGN pour la période actuelle (1950 à aujourd'hui).

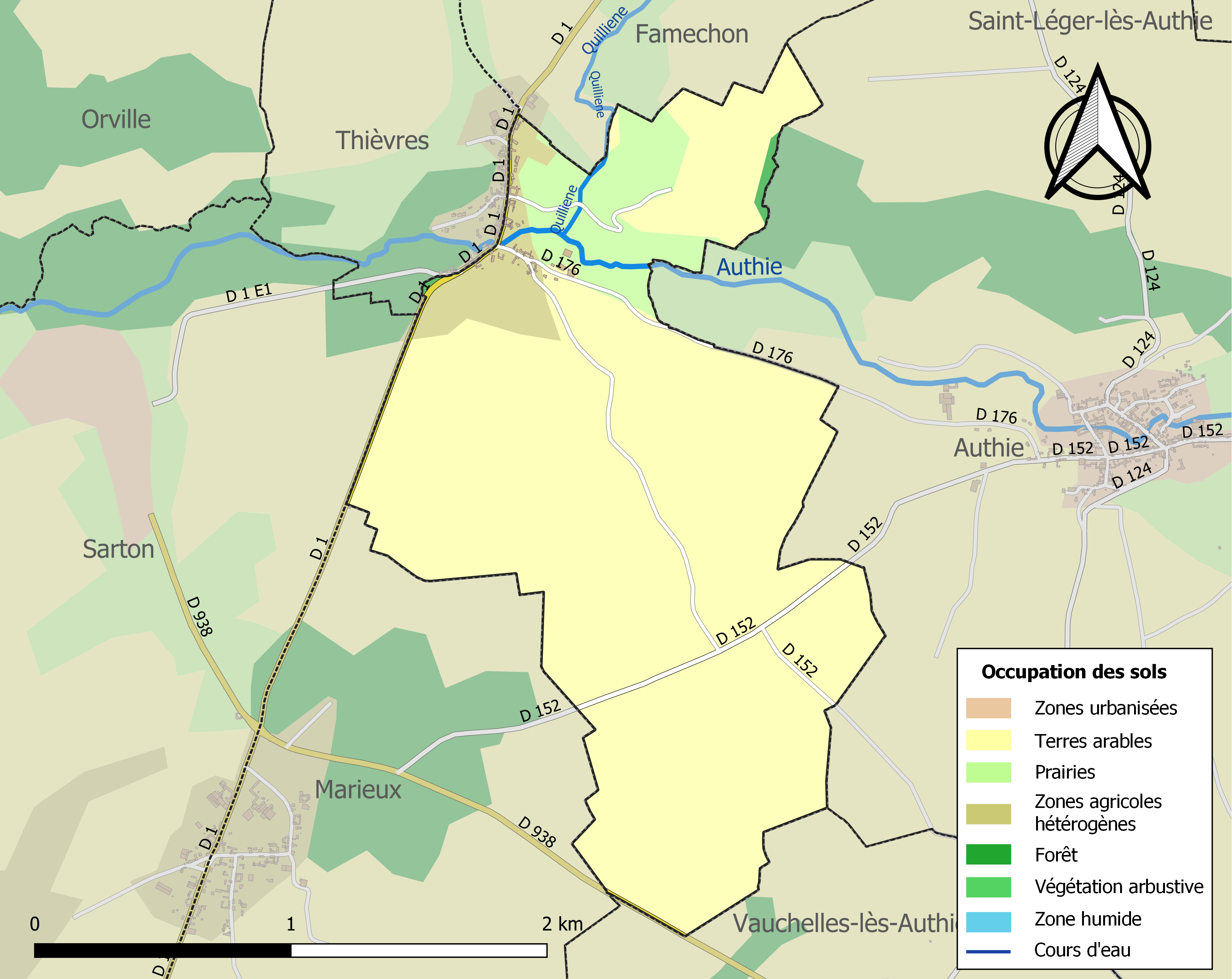
Carte des infrastructures et de l'occupation des sols de la commune en 2018 (CLC).

### Habitat
La commune offre un habitat groupé qui ne forme qu'un seul et même ensemble avec le village contigu de Thièvres dans le Pas-de-Calais.

## Toponymie
On trouve plusieurs formes dans les documents anciens pour désigner Thièvres : Teucera sur la Table de Peutinger, Teucheia, Thieuvres, Tièvres.

## Histoire

### Antiquité
Thièvres aurait été une station (mansio ou mutatio) du cursus publicus, connu sous le nom de Teucera, sur la voie romaine qui reliait Samarobriva (Amiens) à Nemetacum (Arras) à l'endroit où cette voie franchissait l'Authie.
Des armes gauloises et onze sarcophages ont été retrouvés sur le territoire de la commune.

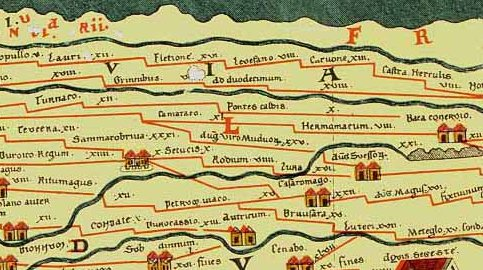
Extrait de la Table de Peutinger sur lequel figure Teucera.

### Époque contemporaine
Par arrêté préfectoral du 27 décembre 2016, la commune est détachée le 1er janvier 2017 de l'arrondissement d'Amiens pour intégrer l'arrondissement de Péronne.
Depuis le 1er janvier 2017, la commune dispose d'un nouveau code postal, le 80560, après avoir longtemps eu un code du département du Pas-de-Calais, le 62760, dû à la particularité historique de la commune où Thièvres est partagée par deux communes portant le même nom, mais situées sur deux départements différents, le Pas-de-Calais et la Somme.

## Politique et administration
| Période                                  | Période                  | Identité       | Étiquette | Qualité      |
| ---------------------------------------- | ------------------------ | -------------- | --------- | ------------ |
| Les données manquantes sont à compléter. |                          |                |           |              |
| mars 2001                                | mai 2020                 | Max Coffigniez |           |              |
| mai 2020                                 | En cours (au 31/05/2020) | Carine Jouy    |           | Agricultrice |

## Population et société

### Démographie
L'évolution du nombre d'habitants est connue à travers les recensements de la population effectués dans la commune depuis 1793. Pour les communes de moins de 10 000 habitants, une enquête de recensement portant sur toute la population est réalisée tous les cinq ans, les populations de référence des années intermédiaires étant quant à elles estimées par interpolation ou extrapolation. Pour la commune, le premier recensement exhaustif entrant dans le cadre du nouveau dispositif a été réalisé en 2007.

En 2022, la commune comptait 57 habitants, en évolution de −8,06 % par rapport à 2016 (Somme : −1,26 %, France hors Mayotte : +2,11 %).
| 1793 | 1800 | 1806 | 1821 | 1831 | 1836 | 1841 | 1846 | 1851 |
| ---- | ---- | ---- | ---- | ---- | ---- | ---- | ---- | ---- |
| 72   | 74   | 65   | 114  | 136  | 139  | 136  | 130  | 120  |

| 1856 | 1861 | 1866 | 1872 | 1876 | 1881 | 1886 | 1891 | 1896 |
| ---- | ---- | ---- | ---- | ---- | ---- | ---- | ---- | ---- |
| 100  | 108  | 102  | 106  | 120  | 100  | 97   | 109  | 89   |

| 1901 | 1906 | 1911 | 1921 | 1926 | 1931 | 1936 | 1946 | 1954 |
| ---- | ---- | ---- | ---- | ---- | ---- | ---- | ---- | ---- |
| 93   | 93   | 85   | 75   | 67   | 73   | 69   | 76   | 71   |

| 1962 | 1968 | 1975 | 1982 | 1990 | 1999 | 2006 | 2007 | 2012 |
| ---- | ---- | ---- | ---- | ---- | ---- | ---- | ---- | ---- |
| 74   | 70   | 54   | 55   | 46   | 44   | 51   | 52   | 59   |

| 2017 | 2022 | - | - | - | - | - | - | - |
| ---- | ---- | - | - | - | - | - | - | - |
| 62   | 57   | - | - | - | - | - | - | - |

### Enseignement
La commune adhère au S.I.SCO (syndicat intercommunal scolaire) des sources de l'Authie qui regroupe les communes de Authie, Bus-lès-Artois, Coigneux, Louvencourt, Saint-Léger-lès-Authie, Thièvres, Vauchelles-lès-Authie.

## Économie
L'activité dominante de la commune reste l'agriculture.

## Culture locale et patrimoine

### Lieux et monuments

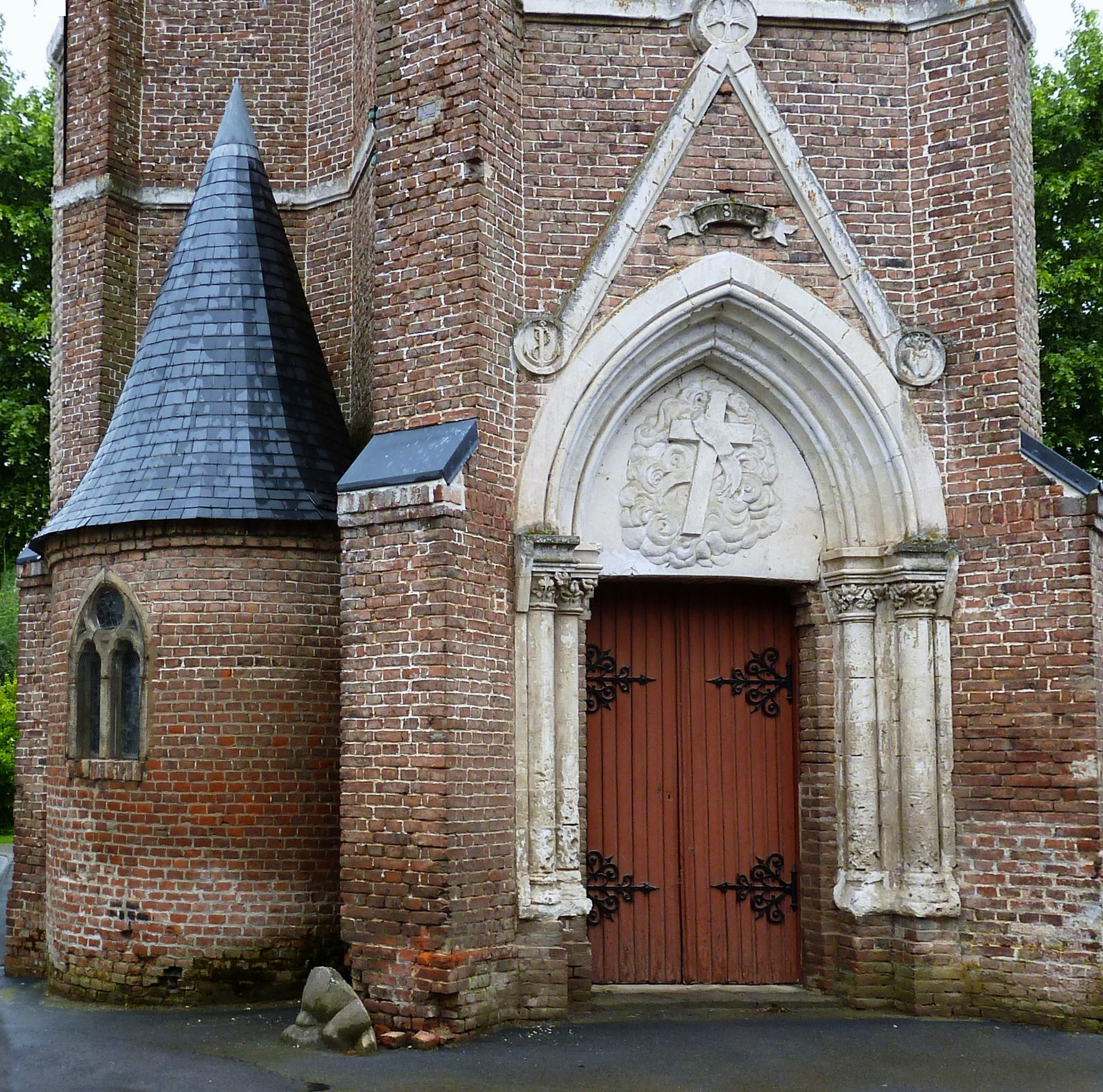
Thièvres, église Saint-Pierre et la borne délimitant la Somme et le Pas-de-Calais.
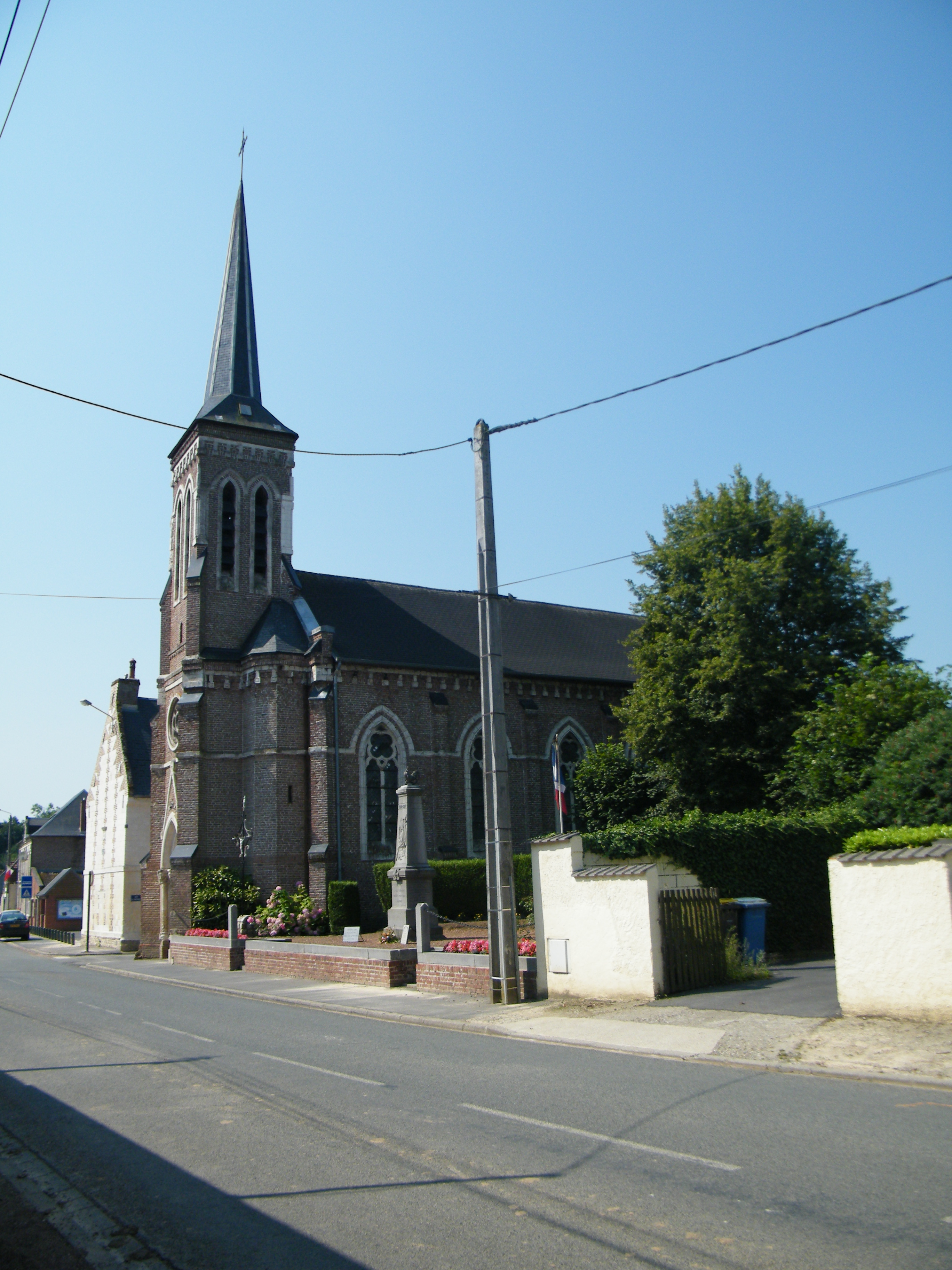
Église commune, dans le Pas-de-Calais.
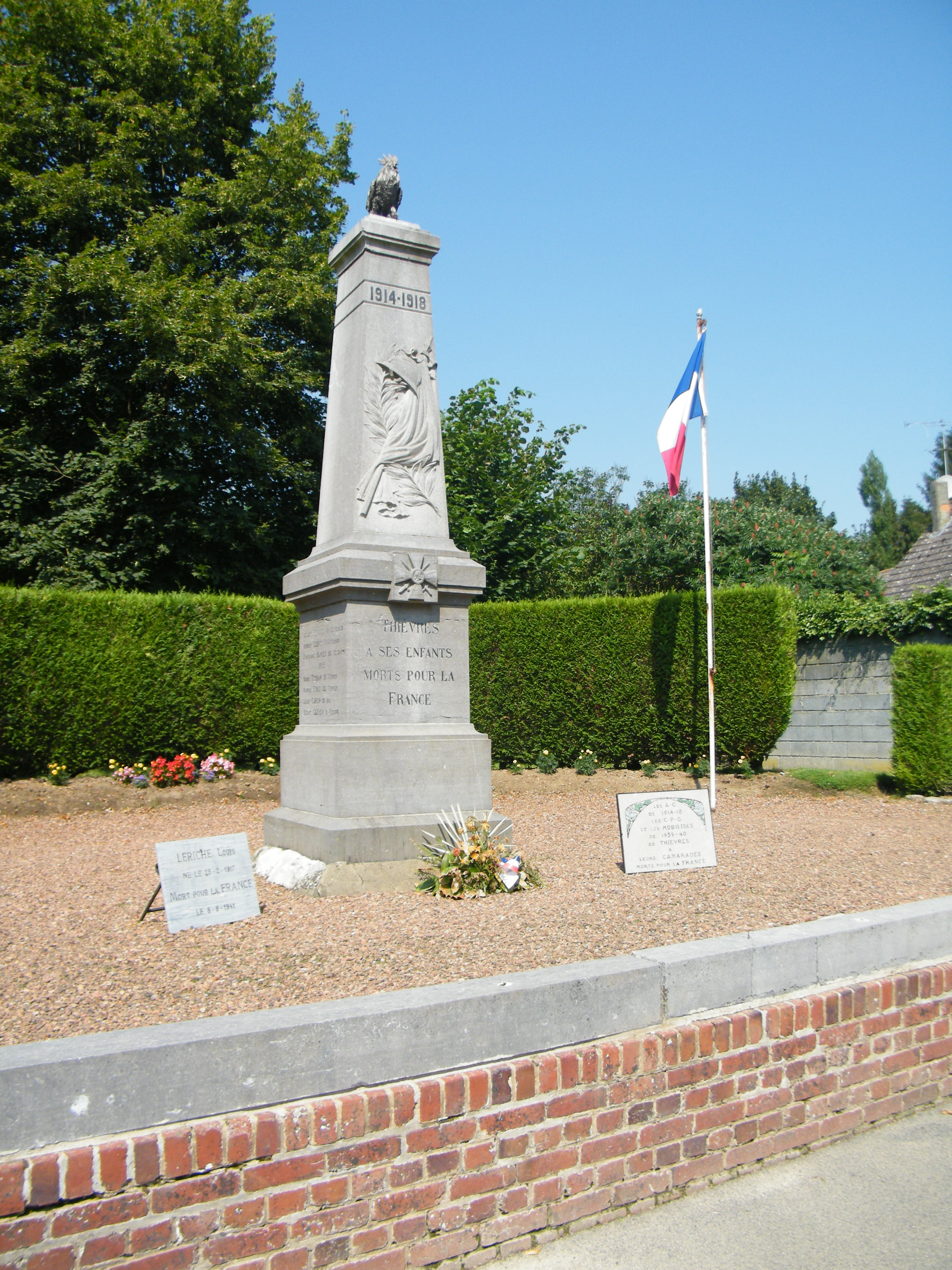
Monument aux morts pour la patrie.
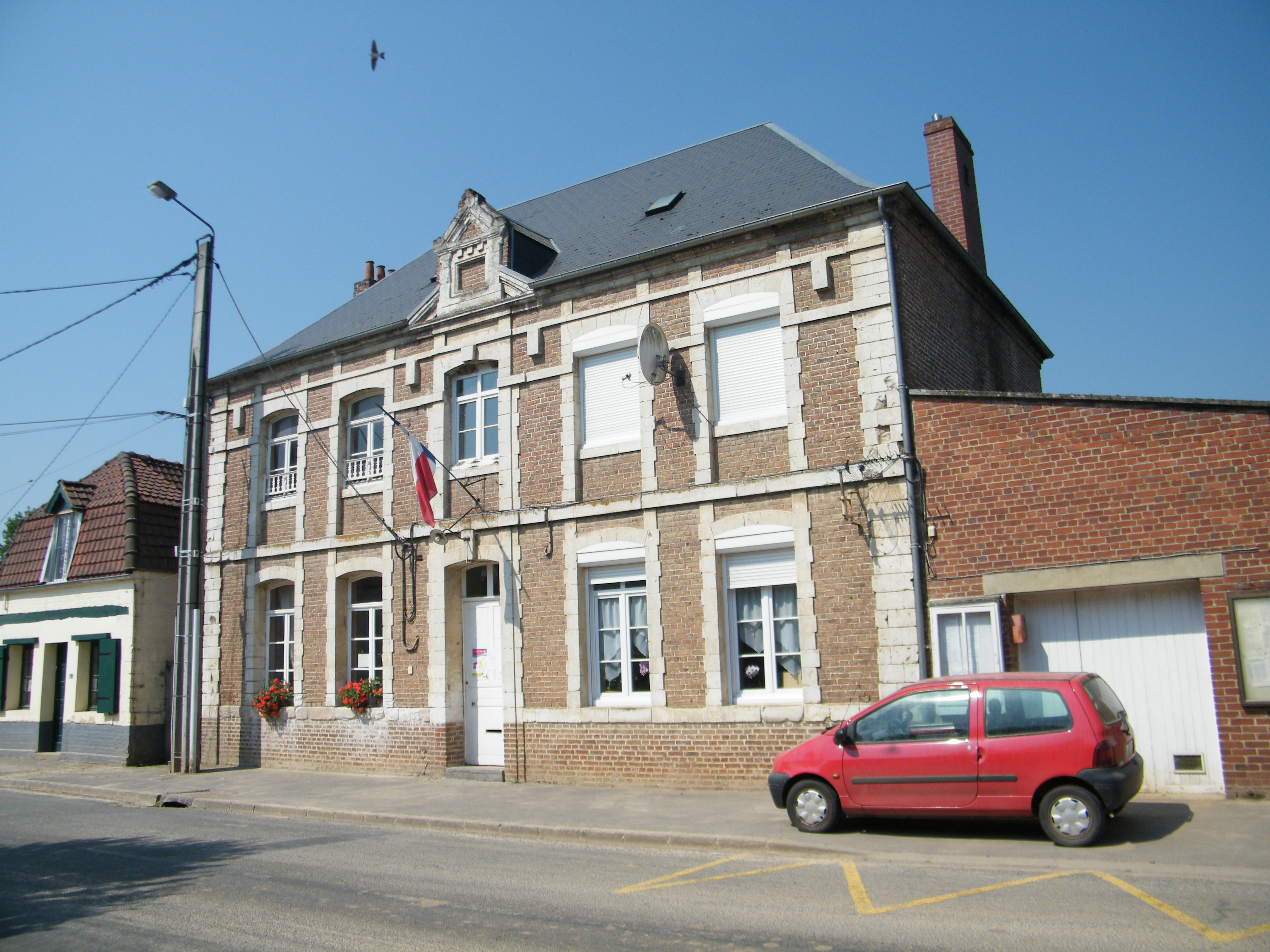
Ancienne école.
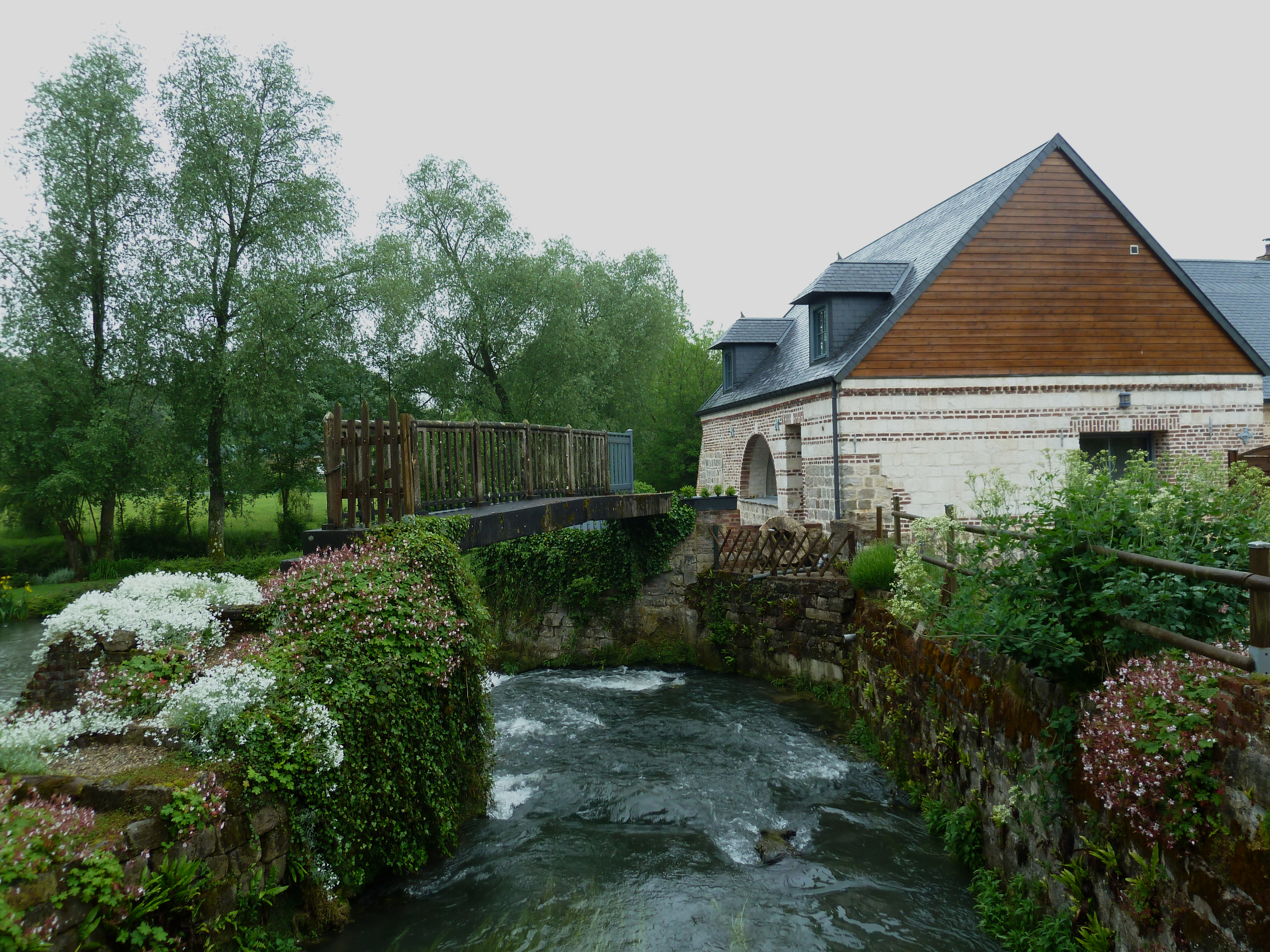
Thièvres, au confluent de l'Authie et de la Kilienne.

### Personnalités liées à la commune
- Pierre-Joseph Porion, évêque constitutionnel du Pas-de-Calais en 1791 est né à Thièvres, dans le département de la Somme, le 4 novembre 1743.
- Edmée Jarlaud, pionnière de l'aviation féminine, tuée dans un accident d'avion en 1939, ses grands-parents maternels les Bonnelle habitaient la commune, ils ont apposé une plaque en son souvenir sur leur tombe dans le cimetière de Thièvres (Somme), même si elle repose dans le cimetière d'Acheux-en-Amiénois.